# Nikołaj Maszkin

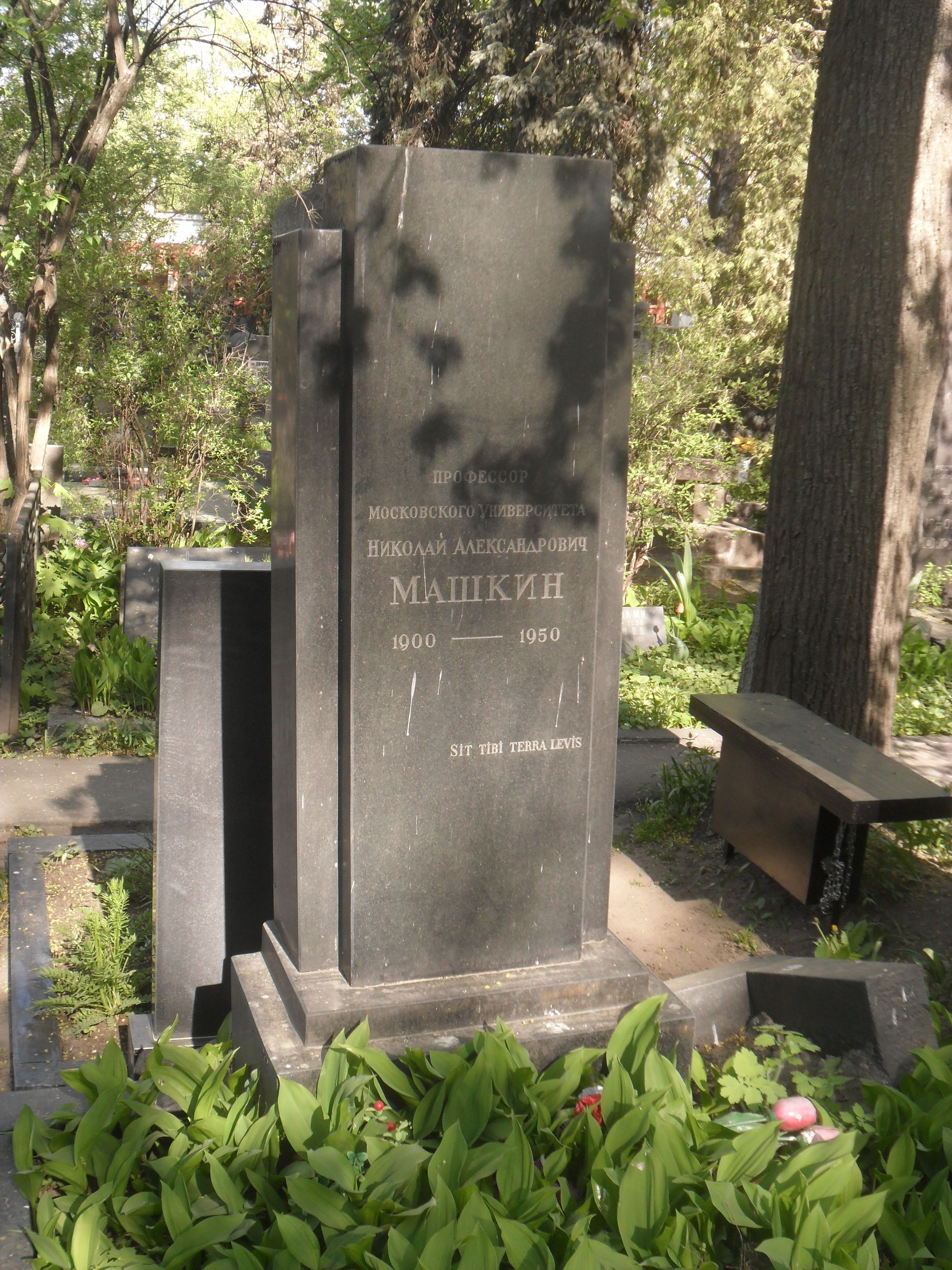
Grób historyka Nikołaja Maszkina.

Nikołaj Aleksandrowicz Maszkin (ros. Николай Александрович Машкин, ur. 28 stycznia?/9 lutego 1900 we wsi Sokołki w obecnym rejonie bugulminskim w Tatarstanie, zm. 15 września 1950 w Moskwie) – radziecki historyk.

## Życiorys
Urodził się w rodzinie nauczycielskiej. Od 1918 studiował na Wydziale Historyczno-Filologicznym Uniwersytetu Samarskiego pod kierunkiem Piotra Prieobrażenskiego, w 1921 przeniósł się na Wydział Nauk Społecznych Moskiewskiego Uniwersytetu Państwowego, który ukończył w 1922. Następnie przez 14 lat wykładał język rosyjski na Komunistycznym Uniwersytecie Pracujących Wschodu i Komunistycznym Uniwersytecie im. Swierdłowa, a od 1934 wykładał na Wydziałach Historycznych Moskiewskiego Instytutu Filozofii, Literatury i Historii (od 1941 kierował tam działem historii starożytnej) i Moskiewskiego Uniwersytetu Państwowego, na którym w 1943 został kierownikiem działu historii starożytnej. W 1939 otrzymał tytuł profesora, a w 1942 doktora nauk historycznych. Od 1948 kierował sektorem historii starożytnej Instytutu Historii Akademii Nauk ZSRR. W 1949 opublikował swoją najważniejszą pracę, Princypat Awgusta. Proischożdienije i socjalnaja suszcznost (Pryncypat Augusta. Pochodzenie i istota społeczna). W pracy tej wykazał prawidłowość przejścia Rzymu z republiki do imperium. Studiował historię prowincji rzymskich, przede wszystkim Afryki (szczególnie ważna jest jego praca na temat historii ruchu agonistów). Szereg jego prac poświęcony jest historiografii, w tym badaniu starożytności w Rosji. Autor podręcznika Historia starożytnego Rzymu wydanego w 5 tomach od 1947 do 1956. Pośmiertnie otrzymał Nagrodę Państwową ZSRR w 1951.